# Coprinellus disseminatus
Coprinellus disseminatus (anteriormente Coprinus disseminatus) es una especie de hongo en la familia Psathyrellaceae. A diferencia de la mayoría de los hongos coprinoides, C. disseminatus no se disuelve en su madurez en tinta negra (deliquesce). El nombre actual de la especie le fue dado por Jakob Emanuel Lange en 1939. El hongo es comestible pero de baja calidad.
Coprinellus disseminatus tiene unos 143 sexos (tipos de apareamiento).